# Люлякин, Валентин Николаевич
Валенти́н Никола́евич Люля́кин (род. 30 декабря 1947 года, Заметчино, Пензенская область) — советский и российский спортсмен, тренер, спортивный функционер.

## Биография
Родился 30 декабря 1947 года в рабочем посёлке Земетчино Пензенской области в семье служащих.
Первые спортивные шаги Валентин сделал в 1956 году: при Доме пионеров открылась футбольная секция, где он начал заниматься с друзьями. За два года тренировок ребята окрепли, сформировалась команда, которая в 1958 году приняла участие в детском турнире «Кожаный мяч» и заняла 1-е место среди участников до 12 лет.
В возрасте 15 лет присвоено звание «Кандидат в мастера спорта СССР» за победу во всероссийском футбольном турнире «Кожаный мяч» в составе юношеской команды «Локомотив» Пензенской области.
До службы в армии играл за местные футбольные команды — «Урожай», «Труд», «Локомотив». Параллельно увлекался другими видами спорта: боксом, самбо, тяжёлой атлетикой, шахматами.
С 1966 по 1969 годы — в рядах Советской армии.
С 1970 года работал токарем-расточником на Кировском заводе. Без отрыва от производства продолжал заниматься спортом. Посещал шахматный клуб им. М. И. Чигорина, где выполнил норматив кандидата в мастера спорта. В том же году на летней спартакиаде Кировского завода в соревнованиях по бегу на дистанциях 100 м и 800 м показал высокие результаты, после чего был приглашён тренером Виталием Михайловичем Смирновым в секцию лёгкой атлетики спортивного клуба «Кировец».

## Спортивная карьера
Обладая хорошей выносливостью, стал тренироваться в беге на длинные дистанции. Свой первый марафон пробежал в 1971 г. в составе сборной команды Ленинграда на чемпионате СССР в г. Ужгороде, выполнив норматив 1 разряда. В 1971 г. также выполнил нормативы КМС на дистанциях 1500 м и 5000 м. В 1973 г. подтвердил норматив КМС в марафонской дистанции, участвуя в спартакиаде молодёжи Ленинграда. В 1973 г. в г. Евпатория на первенстве СССР в составе сборной команды Ленинграда стал серебряным призёром на дистанции 30 км. В 1974 г. принял участие в международном марафоне на дистанции 42 км 195 м в г. Кошице (ЧССР), где выполнил норматив мастера спорта СССР (2 ч 24 мин 47 сек.).
С 1976 г. стал выступать в составе команды спортивного клуба «Кировец» в легкоатлетических пробегах.
Является многократным чемпионом Санкт-Петербурга на дистанциях 400 м и 800 м среди ветеранов.

## Тренерская деятельность
В 1984 г. возглавил клуб любителей бега СК «Кировец» (12 групп численностью более 200 человек). Под его руководством коллектив клуба вышел на высокий уровень спортивной подготовки. В 1989 г. в Чернигове команда кировцев стала чемпионом СССР среди клубов любителей бега. Это звание было подтверждено ещё дважды: в 1990 г. — в Пскове и в 1991 г. — в Калининграде. Клуб является 5-кратным обладателем кубка крупнейшего международного соревнования по эстафетному и кроссовому бегу среди команд промышленных предприятий Европы Лидингёлоппет (в 2006, 2008, 2012, 2014, 2015 годах).
За годы работы в СК «Кировец» и клубе любителей бега в качестве тренера по лёгкой атлетике В. Н. Люлякиным было подготовлено пять мастеров спорта, 12 кандидатов в мастера спорта по лёгкой атлетике и сотни спортсменов-разрядников. Под его руководством прошли спортивную подготовку более 1500 человек.
С 2006 года работает в должности старшего спортивного инструктора по физической культуре и спорту, организуя множество спортивно-массовых мероприятий и соревнований для работников Кировского завода и членов их семей, приобщая их к регулярным занятиям физической культурой.

## Известные воспитанники
- Маркова Ирина — в дисциплине рогейн: победитель Кубка и Чемпионата России по суточному рогейну бегом в составе смешанной команды (2022 г.); в дисциплине северная ходьба: рекордсменка мира в суточном марафоне (2020 г.), рекордсменка России на дистанции 42,2 км (2022 г.), чемпионка России (2022 г.)[5];
- Шушкет Наталья;
- Мельникова Нина.

## Награды
- Медаль «В память 300-летия Санкт-Петербурга» (2003).
- Медаль «Ветеран труда» (2007).
- Медаль «За заслуги в развитии физкультуры и спорта в Санкт-Петербурге» (2008).
- Нагрудный знак «За заслуги в развитии физической культуры и спорта Санкт-Петербурга» (2009)[6].
- Медаль «В честь 100-летия Кировского района Санкт-Петербурга» (2017).